# Искра (Габровская область)
Искра (болг. Искра) — село в Болгарии. Находится в Габровской области, входит в общину Дряново. Население составляет 2 человека.

## Политическая ситуация
В местном кметстве Царева-Ливада, в состав которого входит Искра, должность кмета (старосты) исполняет Мария Христова Иванова (коалиция в составе 3 партий: Болгарская социал-демократия (БСД), Земледельческий союз Александра Стамболийского (ЗСАС), Политическа коалиция «Болгарская социалистическая партия (БСП)») по результатам выборов.
Кмет (мэр) общины Дряново — Иван Илиев Николов (независимый) по результатам выборов.